# Georg Mösinger
Georg Mösinger (* 29. März 1831 in Langkampfen; † 6. Januar 1878 in Kirchbichl) war ein österreichischer römisch-katholischer Priester und Theologe.

## Leben
Nach der Priesterweihe 1854 wurde er 1864 Supplent und 1866 Professor für die Lehrkanzel des alttestamentlichen Bibelfaches und der orientalischen Dialekte in Salzburg. Er wurde am 13. Juli 1865 zum Doctor theologiae promoviert.

## Schriften (Auswahl)
- Wozu braucht der heilige Vater eine Armee? Den Katholiken Deutschlands und Osterreichs beantwortet. Salzburg 1868.
- Die traurigen Folgen des Verlustes des Kirchenstaates. Wien 1870.
- Die Unfehlbarkeit des Papstes. Wien 1871, OCLC 945776933.
- Supplementum Corporis Ignatiani a Giulielmo Curetono. Innsbruck 1872.